# 巨浪牧场
巨浪牧场是一个位于中华人民共和国黑龙江省大庆市林甸县的牧场，亦是黑龙江省农垦齐齐哈尔管理局所属的一个牧场。
巨浪牧场地处松嫩平原西部，人口3211人。占地面积14.5万亩，其中耕地面积3.4万亩，草原湿地面积9万亩。

## 行政区划
巨浪牧场下辖以下单位：
巨浪场直社区和巨浪非场直生活区。